# Digitalis davisiana
Digitalis davisiana är en grobladsväxtart som beskrevs av Vernon Hilton Heywood. Digitalis davisiana ingår i släktet fingerborgsblommor, och familjen grobladsväxter. Inga underarter finns listade i Catalogue of Life.